# N'Khila
N Khila (franska: N Khila (CR), N Khila (Commune Rurale), arabiska: امكارطو) är en kommun i Marocko.   Den ligger i provinsen Settat och regionen Casablanca-Settat, i den norra delen av landet, 120 km söder om huvudstaden Rabat. Antalet invånare är 11 503.